# جاناتان ام. مارکس
جاناتان ام. مارکس (انگلیسی: Jonathan M. Marks; ۱۹۵۵ (۶۹–۷۰ سال) – ) انسان‌شناس اهل ایالات متحده آمریکا بود.